# Kašić
Kašić – wieś w Chorwacji, w żupanii szybenicko-knińskiej, w gminie Pirovac. W 2011 roku liczyła 126 mieszkańców.